# روز مات
روزِ مات فیلمی به نویسندگی و کارگردانی محمود نوری و تهیه‌کنندگی محسن علی‌اکبری ساختهٔ سال ۱۴۰۱ است. این فیلم در جشنواره‌هایی نظیر جشنواره‌ بین‌المللی فیلم فجر، جشنواره نایاک آمریکا و جشنواره فیلم‌های ایرانی زوریخ حضور یافت و در سال ۲۰۲۳ در جشنواره بین‌المللی فیلم جیپور هند جایزه بهترین فیلم سیاسی را به دست آورد. علی‌اکبری را که بیشتر با پروژه‌های تاریخی نظیر مریم مقدس و نردبام آسمان می‌شناسند دغدغه‌های اجتماعی خود را نیز در آثاری نظیر به خاطر هانیه (۱۳۷۳، کیومرث پوراحمد)، همیشه پای یک زن در میان است (۱۳۸۶، کمال تبریزی)، کتاب قانون (۱۳۸۷، مازیار میری) و تلفن همراه رئیس جمهور (۱۳۹۰، علی عطشانی) بروز داده است. به نظر می‌رسد روز مات هم در ادامه دغدغه‌های اجتماعی او باشد.

## خلاصه داستان
روز مات درباره زوج تحصیلکرده‌ای است که آماده مهاجرت به آمریکا می‌شوند و تصمیم گرفته‌اند برای تقویت زبانشان با یکدیگر فقط به انگلیسی حرف بزنند. اما نگرانی‌های آن‌ها درباره کودک شیرخوارشان آن‌ها را با چالشی جدید روبرو می‌کند.

## بازیگران
- نیلوفر کارگر
- حامد ابافت
- نوشین لقمانی
- مسعود خطیبی
- عرفان خُدادی

## موسیقی
صادق تسبیحی

## دیدگاه‌ها
علی روئین‌تن کارگردان سینما خطاب به محسن علی‌اکبری تهیه کننده فیلم گفت: «شهامت تو بعداز پروژه‌های بزرگ و عجیب و تهیه کردن چنین فیلمی در این برهه قابل ستایش است. دمت گرم و سرت خوش که از تجربه کردن با جوانان نونفس و فیلم هنر و تجربه نمی‌هراسی. بی‌شک همین فیلم‌های کوچک، پی‌رنگِ از دست نرفتن سینمای متفکر ست.»
محمد تاجیک خبرنگار باسابقه سینما در یادداشتی پیرامون این فیلم نوشت: «وقتی به تماشای فیلم روز مات نشستم باور نمی‌کردم که از این فیلم خوشم بیاید. تصورم این بود که با یک فیلم به شدت معمولی طرف هستم.‌ اما روز مات همه تصوراتم را به هم ریخت... روز مات فیلم بسیار مهمی است در زمانه‌ای که نظرسنجی‌ها می‌گوید خیلی‌ها دوست دارند از ایران بروند. چند دهه قبل فیلمی مثل آدم برفی ساخته شد در نکوهش مهاجرت. آدم برفی همچنان فیلم مهمی است ولی جنس آدم‌هایی که می‌خواهند الان از ایران بروند با جنس آدم‌های دهه‌ای که آدم برفی در آن ساخته شد بسیار فرق دارد... همه کسانی که به هر دلیلی از ایران می‌خواهند مهاجرت کنند شاید بهتر است چنین فیلمی را ببینند. روز مات شاید آنها را خیلی به فکر فرو ببرد.»